# Čichavec pyskatý
Čichavec pyskatý (Trichogaster labiosa) je drobná sladkovodní paprskoploutvá ryba z podřádu labyrintky (Anabantoidei) a čeledi guramovití (Osphronemidae). Pochází z Myanmaru.

## Chov v akváriu
Čichavce tmavohnědé je vhodné chovat samostatně nebo ve společnosti drobných a mírných druhů s podobnými nároky. Hladina by měla být pokryta plovoucími rostlinami. 